# Gyas (genre)
Pour l’article homonyme, voir Gyas.
Genre
Synonymes
- Micronelima Schenkel 1938

Gyas est un genre d'opilions eupnois de la famille des Sclerosomatidae.

## Distribution
Les espèces de ce genre se rencontrent en Europe.

## Liste des espèces
Selon World Catalogue of Opiliones (16/05/2021) :
- Gyas annulatus (Olivier, 1791)
- Gyas titanus Simon, 1879

## Publication originale
- Simon, 1879 : « Les Ordres des Chernetes, Scorpiones et Opiliones. » Les Arachnides de France, vol. 7, p. 1-332.